# Đình Lục Nà
Đình Lục Nà thuộc xã Lục Hồn, huyện Bình Liêu, tỉnh Quảng Ninh, Việt Nam. Đây là ngôi đình duy nhất hiện nay ở huyện Bình Liêu.